# Philippe Lot
Philippe Lot (* 13. Juni 1967 in Gravelines) ist ein ehemaliger französischer Ruderer. Er war 1993 Weltmeister im Vierer ohne Steuermann.

## Sportliche Karriere
Der 1,89 m große Philippe Lot war 1987 Fünfter mit dem Vierer mit Steuermann beim Match des Seniors, einem Vorläuferwettbewerb der U23-Weltmeisterschaften, 1988 belegte er den vierten Platz. 1989 gewann er mit dem Achter die Silbermedaille. 
Er trat auch bei den Weltmeisterschaften 1989 in Bled mit dem Achter an und belegte dort den neunten Platz. 1990 nahm Lot im Vierer ohne Steuermann an den Weltmeisterschaften in Tasmanien teil und belegte den achten Platz. 1991 in Wien erreichte er den fünften Platz im Vierer mit Steuermann. Bei den Olympischen Spielen 1992 in Barcelona startete der französische Vierer in der Besetzung Yannick Schulte, Philippe Lot, Daniel Fauché, Jean-Paul Vergnes und Steuermann Jean-Pierre Huguet-Balent. Die Franzosen belegten in Vorlauf und Hoffnungslauf jeweils den zweiten Platz, im Finale ruderten sie auf den fünften Platz.
1993 trat der französische Vierer ohne Steuermann bei den Weltmeisterschaften in Račice u Štětí in der Besetzung Daniel Fauché, Philippe Lot, Michel Andrieux und Jean-Christophe Rolland an und siegte vor den Booten aus Polen und aus den Vereinigten Staaten. 1994 in Indianapolis saßen die gleichen Ruderer im Boot und gewannen Silber hinter dem italienischen Vierer. 1995 ruderten Bertrand Vecten, Olivier Moncelet mit Fauché und Lot auf den vierten Platz bei den Weltmeisterschaften in Tampere.